# Puerta de Santa Gadea
La puerta de Santa Gadea, o de Barrantes, fue una puerta de la muralla de la ciudad española de Burgos, derribada en la segunda mitad del siglo XIX.

## Descripción
Debía su nombre, «de Santa Gadea», a la parroquia homónima que se levantaba a su espalda. Se habría llamado también de «Girón», por hallarse abierta en un punto de la muralla que daba frente al camino que conducía al puente de Girón, que cruzaba el Arlanzón. Conservó su primitivo nombre hasta el siglo XVII, durante el cual, Pedro Barrantes, canónigo de la iglesia metropolitana, fundó un hospicio en 1627, ampliando otra fundación existente y emplazándolo extramuros de la ciudad y frontero a dicha puerta, separado de ella algunos metros. El nombre de «Barrantes» sustituyó desde entonces a los anteriores.
La puerta carecía de torres defensivas en sus flancos y de adornos, pero, alta y ancha, permitía el paso de carros de transporte con mucha holgura. Los arcos de entrada y salida eran ojivales y en el centro de su bóveda se destacaban otros dos, casi unidos, que formaban una ranura para hacer bajar entre ambos un cierre metálico. Debido a este detalle Isidro Gil interpreta que habría existido otro cuerpo superior en cuerpos antiguos, destruido con el paso de los años. En el arco exterior, desde el vértice de la ojiva hasta la línea de la imposta, descendía una verja de gruesos barrotes de madera cruzados, afilados en punta los largueros verticales en sus extremos, de modo que simulaban un peine o cataracta, a medio cerrar. Varias casas se acercaban a la muralla formando una calle pequeña que cortaba perpendicularmente la de Santa Águeda y terminaba dejando en el centro y como única entrada la puerta de Barrantes.
En invierno de 1865, y con motivo de unas obras de construcción ejecutadas en las inmediaciones, el cura párroco de Santa Águeda, Atanasio Rojas, solicitó del ayuntamiento el empedrado de la calle, a lo que accedió la Comisión municipal, añadiendo esta la demolición de la puerta. El Ayuntamiento aprobó el informe de la Comisión y acordó el 10 de febrero de 1865 el derribo. Sin embargo este no se produjo hasta el año 1870, el 25 de febrero, cuando se volvió a proponer, llevándose a cabo en unos días.